# Герольфинген
Герольфинген (нем. Gerolfingen) — община в Германии, в земле Бавария. 
Подчиняется административному округу Средняя Франкония. Входит в состав района Ансбах. Подчиняется управлению Хессельберг.  Население составляет 991 человек (на 31 декабря 2010 года). Занимает площадь 12,59 км².
Коммуна подразделяется на 3 сельских округа.

## Население
По оценке на 31 декабря 2015 года население общины Герольфинген составляет 951 чел. 

| Дата      | 1840 | 1871 | 1900 | 1925 | 1939 | 1950 | 1961 | 1970 | 1987 | 2011 |
| --------- | ---- | ---- | ---- | ---- | ---- | ---- | ---- | ---- | ---- | ---- |
| Население | 1239 | 1119 | 1069 | 1050 | 982  | 1649 | 1135 | 1053 | 1065 | 993  |

| Год       | 1960 | 1970 | 1980 | 1990 | 2000 | 2009 | 2010 | 2011 | 2012 | 2013 | 2014 | 2015 |
| --------- | ---- | ---- | ---- | ---- | ---- | ---- | ---- | ---- | ---- | ---- | ---- | ---- |
| Население | 1129 | 1036 | 967  | 1064 | 1042 | 995  | 991  | 1003 | 978  | 974  | 960  | 951  |